# Polygala rupestris
Polygala rupestris är en jungfrulinsväxtart som beskrevs av Pierre André Pourret de Figeac. Polygala rupestris ingår i släktet jungfrulinssläktet, och familjen jungfrulinsväxter. Inga underarter finns listade i Catalogue of Life.

## Bildgalleri

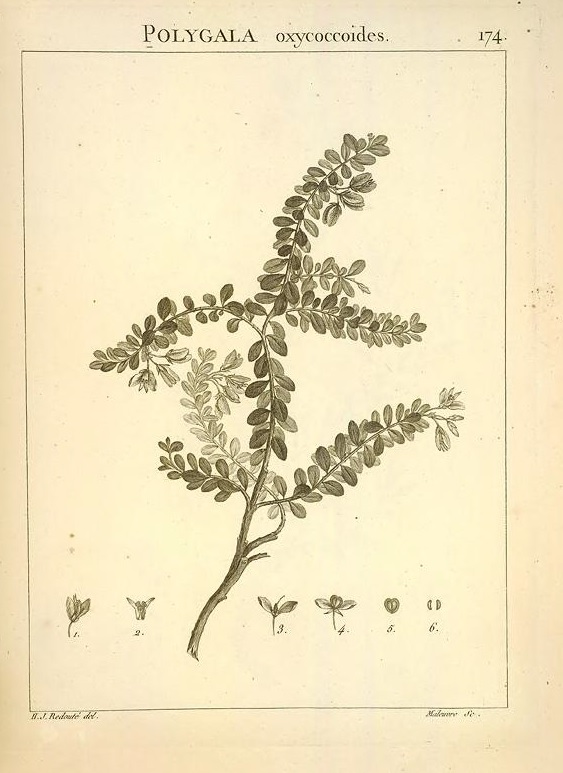